# Narodowa Demokratyczna Partia Tybetu
Narodowa Demokratyczna Partia Tybetu (tyb. བོད་རྒྱལ་ཡོངས་རྒྱལ་ཡོངས་དམངས་གཙོ་ཚོགས་པ་, ang. National Democratic Party of Tibet) – jedyna, współcześnie działająca tybetańska partia polityczna, założona 2 września 1994 przez działaczy diaspory skupionych w Kongresie Młodzieży Tybetańskiej.
Biorąc pod uwagę dyrektywę wystosowaną przez XIV Dalajlamę dwa lata wcześniej, podczas VIII Zgromadzenia Ogólnego TYC (7-12 września 1992) podjęto uchwałę o rozpoczęciu prac nad tworzeniem partii politycznej. Posunięcie to spotkało się z krytyką wielu środowisk uchodźczych, w tym także niektórych czołowych działaczy Kongresu. Podnoszono, że stanowi to zagrożenie dla zachowania jedności narodowej, gwarantowanej przez Kartę Tybetańczyków na Uchodźstwie. Ostatecznie NDPT została założona 2 września 1994.
Według danych z 2009 roku, partia ma 5000 członków skupionych w 36 oddziałach w Indiach, Nepalu i Bhutanie. Każdy oddział wybiera (na trzyletnią kadencję) liczący od 5 do 10 osób Regionalny Komitet Roboczy, który oprócz koordynacji zadań podejmowanych przez partię w poszczególnych oddziałach zajmuje się również implementacją dyrektyw Centralnego Komitetu Wykonawczego.
Naczelnym organem NDPT jest Centralny Komitet Wykonawczy (CENTREX). Może on liczyć od 7 do 15 osób. Prawo wyborcze przysługuje wszystkim członkom partii. Kadencja CENTREX-u trwa 4 lata. Jego siedziba mieści się w McLeod Ganj nieopodal Dharamsali. Jednakże o generalnej linii politycznej NDPT decyduje, zwoływana co 4 lata, Narodowa Konwencja, w której uczestniczą członkowie Centralnego Komitetu Wykonawczego i wszystkich Regionalnych Komitetów Roboczych. Tylko on ma prawo wprowadzać zmiany do statutu.
NDPT wydaje (w języku angielskim i tybetańskim) magazyn Mangtso. Zawiera on sprawozdania z działalności podejmowanej przez Centralny Komitet Wykonawczy i Regionalne Komitety Robocze. Są w nim również zamieszczane materiały promujące tybetański ruch niepodległościowy i idee demokratyczne. Publikuje także broszury.